# Mathías Pintos
Mathías Pintos (Montevideo, Uruguay, 26 de diciembre de 1999) es un futbolista uruguayo que juega de lateral izquierdo en Miramar Misiones de la Segunda División de Uruguay.

## Trayectoria

### Liverpool

#### Juveniles
Su primera experiencia en las juveniles de Liverpool fue en séptima división, en 2013, teniendo como dt al Cholo Marcos.
Al año siguiente transitaría por sexta división, donde lograría el Clausura y el Uruguayo, ganándole la final a Peñarol.
Durante 2015 disputó el Campeonato sub-16, donde conquistó el Torneo Apertura, a saber, de manera invicta, pero cayó en la final con Danubio.

#### Primera
Hizo su debut oficial en la Primera División el 25 de junio de 2017 en la derrota frente a Defensor por 2 a 0 en el Luis Franzini, correspondiente a la fecha 5 del Torneo Intermedio.
Entró a los 66 minutos, reemplazando a Gustavo Aprile. Se posicionó en el sector zurdo del mediocampo y logró mostrar buenas cualidades.
El 26 de noviembre del mismo año, en la goleada 5-0 frente a Danubio (durante el Clausura), Mathías tuvo una dantesca actuación, logrando asistir en 3 ocasiones, logrando ser premiado como la estrella del partido. 
Al año siguiente, 2018, lograría con el club negriazul la sexta posición, clasificándose así a la Copa Sudamericana 2019.

### Peñarol
El 3 de enero de 2019 se confirma su arribo al Club Atlético Peñarol, firmando contrato por tres años.

## Selección nacional

### Sub-18
Fue internacional con la sub-18 de Alejandro Garay, donde logró estar presente en viajes a Argentina e Inglaterra.

### Sub-20
Fue citado a la sub-20 por Fabián Coito. Hasta ahora ha logrado disputar cuatro encuentros, siendo parte de la convocatoria que trascendió a Chile y China.

## Estadísticas

### Clubes
Actualizado al 21 de diciembre de 2024.
Último partido citado: Miramar Misiones vs Defensor Sporting (0-0) (2024)
| Club                             | Div.          | Temporada     | Liga  | Liga  | Liga   | Copas nacionales | Copas nacionales | Copas nacionales | Copas internacionales | Copas internacionales | Copas internacionales | Total | Total | Total  |
| Club                             | Div.          | Temporada     | Part. | Goles | Asist. | Part.            | Goles            | Asist.           | Part.                 | Goles                 | Asist.                | Part. | Goles | Asist. |
| -------------------------------- | ------------- | ------------- | ----- | ----- | ------ | ---------------- | ---------------- | ---------------- | --------------------- | --------------------- | --------------------- | ----- | ----- | ------ |
| Liverpool F. C. · Uruguay        | 1.ª           | 2017          | 4     | 0     | 3      | 0                | 0                | 0                | 0                     | 0                     | 0                     | 4     | 0     | 3      |
| Liverpool F. C. · Uruguay        | 1.ª           | 2018          | 6     | 0     | 0      | 0                | 0                | 0                | 0                     | 0                     | 0                     | 6     | 0     | 0      |
| Liverpool F. C. · Uruguay        | 1.ª           | 2021          | 19    | 0     | 1      | 0                | 0                | 0                | 0                     | 0                     | 0                     | 19    | 0     | 1      |
| Liverpool F. C. · Uruguay        | 1.ª           | 2022          | 6     | 0     | 0      | 0                | 0                | 0                | 1                     | 0                     | 0                     | 7     | 0     | 0      |
| Liverpool F. C. · Uruguay        | Total club    | Total club    | 35    | 0     | 4      | 0                | 0                | 0                | 1                     | 0                     | 0                     | 36    | 0     | 4      |
| C. A. Peñarol · Uruguay          | 1.ª           | 2019          | 2     | 0     | 1      | 0                | 0                | 0                | 0                     | 0                     | 0                     | 2     | 0     | 1      |
| C. A. Peñarol · Uruguay          | 1.ª           | 2020          | 0     | 0     | 0      | 0                | 0                | 0                | 0                     | 0                     | 0                     | 0     | 0     | 0      |
| C. A. Peñarol · Uruguay          | Total club    | Total club    | 2     | 0     | 1      | 0                | 0                | 0                | 0                     | 0                     | 0                     | 2     | 0     | 1      |
| C. S. Miramar Misiones · Uruguay | 2.ª           | 2022          | 4     | 0     | 0      | 0                | 0                | 0                | 0                     | 0                     | 0                     | 4     | 0     | 0      |
| C. S. Miramar Misiones · Uruguay | 2.ª           | 2023          | 22    | 0     | 2      | 0                | 0                | 0                | 0                     | 0                     | 0                     | 22    | 0     | 2      |
| C. S. Miramar Misiones · Uruguay | 1.ª           | 2024          | 10    | 0     | 1      | 0                | 0                | 0                | 0                     | 0                     | 0                     | 10    | 0     | 1      |
| C. S. Miramar Misiones · Uruguay | Total club    | Total club    | 36    | 0     | 3      | 0                | 0                | 0                | 0                     | 0                     | 0                     | 36    | 0     | 0      |
| Total carrera                    | Total carrera | Total carrera | 73    | 0     | 8      | 0                | 0                | 0                | 1                     | 0                     | 0                     | 74    | 0     | 8      |